# Möller Trough
Möller Trough är en gravsänka i Antarktis. Den ligger i havet utanför Östantarktis. Argentina och Storbritannien gör anspråk på området.